# Barytarbes ruficornis
Barytarbes ruficornis là một loài tò vò trong họ Ichneumonidae.